# Sekundärer Bildungsbereich
Der sekundäre Bildungsbereich, auch Sekundarbildung, sekundäre Bildung, Sekundärbildung, Sekundarbereich, Sekundarstufe oder Sekundaria, umfasst den Bereich im Bildungssystem eines Staates, der aufbauend auf einer abgeschlossenen Primärbildung (Grundschulbildung) auf höherqualifizierte Berufe vorbereitet. Oft wird er weiter in zwei Bereiche unterteilt (in Deutschland und der Schweiz zum Beispiel Sekundarstufe I und Sekundarstufe II, in Österreich Unterstufe und Oberstufe der allgemeinbildenden höheren Schulen (Gymnasien)). Schulen des sekundären Bildungsbereichs sind Sekundarschulen.

## Internationale Klassifikation

ISCED-Klassifikation: ; Beispiel der Schultypen in Österreich; systematische Gliederung und Vergleich mit Schulstufen und Mindestalter.

International werden die Institutionen und Ausbildungen zum sekundären Bildungsbereich gezählt, die von der UNESCO auf ISCED-Level 2 und 3 klassifiziert sind. Bei der ISCED-2011 wird die Bezeichnung Sekundarbereich verwendet. Dieser wurde 2020 ebenso wie die Bezeichnungen Primarbereich  und Sekundarbereich II für die Gliederung des Schulsystems in Deutschland mit der Vereinbarung über die gemeinsame Grundstruktur des Schulwesens in zentralen bildungspolitischen Fragen der Kultusministerkonferenz festgelegt.

### Stufen im Bildungswesen
Generell teilt man die Sekundarbildung nach der Altersstufe in:
- ISCED Stufe 2: secondary education first stage, (Sekundarstufe I bzw. Sekundarbildung Unterstufe), der in etwa ältere Kinder im Alter von acht bis fünfzehn Jahren erfasst
- ISCED Stufe 3: secondary education second stage (Sekundarstufe II bzw. Sekundarbildung Oberstufe) für die Stufe der zwölf bis neunzehn Jahre alten Jugendlichen

Die Schulen des sekundären Bildungsbereichs nennt man weiterführende Schule, wobei ein Schultypus durchaus mit der Primarbildung beginnen kann. Die Altersgrenzen, in denen man von der Primär- in die Sekundärbildung wechselt, und in denen man die Sekundärbildung üblicherweise verlässt, schwanken weltweit stark. Der Besuch der Sekundarstufe I/Unterstufe ist in den meisten Staaten zur Erfüllung der Schulpflicht notwendig, die Schulen der Sekundarstufe II/Oberstufe werden meist freiwillig besucht.
Zu beachten ist, dass der Ausdruck Sekundarbildung nicht weltweit mit dem Begriff secondary education zusammenfällt: In Dänemark, Portugal, Finnland und Schweden oder Teilen von Kanada etwa gibt es eine einheitliche Pflichtschule über neun Schulstufen, sodass keine eigenständige Sekundarstufe I besteht, mit ‚Sekundarbildung‘ meint man dort die Sekundarstufe II. In vielen asiatischen Staaten gibt es mehrere Geschwindigkeitsstufen, in denen Schüler die Sekundarstufe in kürzerer Zeit absolvieren können.

### Allgemein- und Berufsbildende Sparte
Nach dem Bildungsziel trennt man:
- Allgemeinbildender Bildungsbereich (ISCED-Kennbuchstabe A), der nicht auf eine spätere Berufswahl zielt (Allgemeinbildende Schulen)
- Berufsbildender Bildungsbereich (ISCED-Kennbuchstabe B), der auf eine gewisse Branche hinzielt (Berufsbildende Schulen) oder einen speziellen Beruf (Berufsbildung der Grundberufe)

Ausdrückliche Berufsbildung in der Sekundarstufe I/Unterstufe gilt nicht als Stand der Dinge, weil er auf Kinderarbeit hinausläuft; daher sind die Schulen der Unterstufe in den Industriestaaten durchwegs allgemeinbildend. In Frankreich beispielsweise kann aber schon in den beiden letzten Jahren des Collèges (entspricht etwa der Sekundarbildung Unterstufe / Sekundarstufe I) ein technischer Schwerpunkt gewählt werden; in Luxemburg gibt es den technischen Schwerpunkt ab Anfang der Sekundarstufe I.
In manchen Staaten überwiegt im sekundären Bildungsbereich die Allgemeinbildung (Westeuropa, Skandinavien, angelsächsische Schulsysteme), in Mittel- und Osteuropa dominiert die Berufsbildung.

### Bildungsebenen der Sekundarstufe
Nach der Weiterbildung unterscheidet man
- Mittlerer Bildungsbereich, der einen Berufsabschluss beinhaltet, entweder im Rahmen der dualen Berufsbildung (ISCED 3B, Ausbildung in Arbeit und Berufsschule) oder an einer berufsbildenden mittleren Schule (Schule mit Berufsabschluss). Sie ermöglicht dann berufliche Weiterbildung (Meisterabschlüsse, Berufsspezialisierungen usw.) oder schulische Bildung zusätzlich zum Beruf (ISCED 4, Postsekundäre Bildung, wie Berufskollegs, Meisterklassen, sowie Weiterbildung, ISCED 4B, wie Berufsmaturitätsschule, oder ISCED 4A, wie Abendgymnasien)
- Höherer Bildungsbereich, der über eine Hochschulreife (Abitur, Matura und Ähnliches) in den Tertiären Bildungssektor (ISCED 5, Hochschulen und verwandte Institutionen) führt – diese Bildungsform gibt es sowohl in der Allgemeinbildung (allgemeinbildende höhere Schule) als auch in der Berufsbildung (berufsbildende höhere Schule), erstere hat die Intention, auf allgemeine wissenschaftliche Ausbildung (ISCED 5A) vorzubereiten, zweitere auf facheinschlägige Hochschulbildung (ISCED 5B)

Als unteren Bildungsbereich (niedere Bildung) klassifiziert man dann: Nur Abschluss der Grundschule, oder nur Abschluss der Schulpflicht ohne Berufsausbildung, wie auch Schulabbruch als Einzelkarriere (ungelernt), oder eine rein berufliche Ausbildung, ohne begleitenden Schulbesuch – letztere ist heute in den Industriestaaten nicht mehr üblich, weltweit aber die Norm der Bildungskarriere.
Diese klassischen Einteilungen werden, weil sie schon in den Altersstufen, die zu einer Schulentscheidungen zwingen (Abschluss der Grundschule, Abschluss der Schulpflicht), aber auch durch die Begriffe ‚Niedere‘ und ‚Höhere Bildung‘, zu einer sozialen Sortierung führen, durchaus kritisch gesehen. Sie werden heute durch zahlreiche andere Bildungsmodelle aufgebrochen, oder aufzubrechen versucht.

## Allgemeine Namen für Schultypen der Sekundarbildung
- Berufsschule (bundesweit)
- College
- Gemeinschaftsschule (Baden-Württemberg, Berlin, Bayern, Nordrhein-Westfalen, Saarland, Sachsen, Sachsen-Anhalt, Schleswig-Holstein, Thüringen)
- Gesamtschule
- Gymnasium (Deutschland bundesweit)
- Hauptschule (Deutschland bundesweit, in vielen Bundesländern auslaufend)
- High School
- Integrierte Sekundarschule (Berlin)
- Lyzeum (Schweiz)
- Mittelschule (Bayern, Sachsen)
- Mittelstufenschule (Hessen)
- Oberschule (Bremen, Brandenburg, Niedersachsen, Sachsen)
- Preparatory School
- Realschule (bundesweit, teilweise auslaufend)
- Realschule plus (Rheinland-Pfalz)
- Regelschule (Thüringen)
- Regionale Schule (Mecklenburg-Vorpommern)
- Secondary School
- Sekundarschule (Überbegriff)
- Stadtteilschule (Hamburg)

## Organisation des sekundären Bereichs einzelner Staaten

### Deutschland
In Deutschland umfasst die Sekundarstufe die Schulstufen 5 bis 13 (im verkürzten Bildungsgang 12), also je nach Bundesland bei einem Einschulalter von 5–7 Jahren und einer Schulpflicht von 10–12 Jahren in der Regel die Schüler der Altersstufen 9–19 Jahre. Die Schulen gliedern sich relativ konsequent in Sekundarstufe I (ISCED 2, Ende der Schulpflicht) und Sekundarstufe II (Oberstufe, ISCED 3).

### Österreich
In Österreich entsprechen die Schulstufen 5 bis 12 der Sekundarstufe, die 11–19-jährigen Regelschüler umfassend. Man spricht von Unterstufe (Stufen 5–8, ISCED 2) und Oberstufe (Stufen 9–12, ISCED 3), wobei die Unterrichtspflicht nach Ende der 9. Schulstufe absolviert ist. Für jene Schüler, die keine weiterführende Schule besuchen, gibt es eine spezielle einjährige, die Unterrichtspflicht abschließende Schule: Polytechnische Schule (ISCED-3B). Zu Details siehe Schultypen im Bildungssystem von Österreich.

### Schweiz
In der Schweiz setzt je nach Kanton die Sekundarstufe in der vierten bis sechsten Schulstufe ein (6 ist die Regel des Endes der Primarstufe) und endet in der 13. bis 15. Schulstufe, sodass im Allgemeinen die Zehn- bis Zwanzigjährigen in dieser Bildungsebene zu finden sind. Die Trennung in Sekundarstufe I (Oberstufe, ISCED 2) und Sekundarstufe II (ISCED 3) ist schweizweit mit dem Ende der obligatorischen Schule zum Ende der neunten Schulstufe zu sehen, mit Ausnahme des Langzeitgymnasiums, dessen Sekundarstufe II in der 8. Stufe einsetzt, und dem freiwilligen Zehnten Schuljahr.

### Liechtenstein
In Liechtenstein nennt man die gesamte ISCED 2 Sekundarstufe (6–8 Schulstufe, Primarstufe 5-jährig), ISCED 3 ab dem Ende des Schulobligatoriums mit 15 Jahren Weiterführende Schule (9–12 Stufe), sie umfasst die Schüler, die in der Regel 11–19 Jahre alt sind.